# Ріхард Вагнер
Вільге́льм-Рі́хард Ва́гнер, або Ріхард Ваґнер (нім. Wilhelm Richard Wagner; 22 травня, 1813, Лейпциг — 13 лютого, 1883, Венеція) — німецький композитор, диригент, теоретик музики, письменник-публіцист. Художній напрям — «Веймарська школа». Відомий насамперед завдяки своїм операм, або «музичним драмам», як він назвав більшість своїх опер (крім кількох перших). Вагнер зробив значний вплив на європейську культуру межі ХІХ і ХХ століть, особливо на модернізм. З другого боку, містицизм та ідеологічно забарвлений антисемітизм Вагнера вплинули на німецький націоналізм початку XX століття, в тому числі на націонал-соціалізм, який оточив його творчість культом, що викликало значну «антивагнерівську» реакцію після краху гітлерівського режиму.

## Біографія
Ріхард народився в сім'ї чиновника Карла-Фрідріха Вагнера (1770–1813). Під впливом свого вітчима, актора Л. Геєра, у 1828 році Вагнер почав навчатися музики в кантора церкви святого Томи Теодора Вайнліґа, у 1831 році розпочав музичне навчання в Лейпцизькому університеті. У 1833–1842 рр. вів неспокійне життя, часто у великій скруті у Вюрцбурзі, де працював театральним хормейстером у Магдебурзі, потім у Кенігсберзі й Ризі, де він був диригентом музичних театрів, потім у Норвегії, Лондоні й Парижі, де він написав увертюру «Фауст» і оперу «Летючий голландець». У 1842 році тріумфальна прем'єра опери «Рієнці, останній з трибунів» у Дрездені заклала фундамент його слави. Роком пізніше він став королівським саксонським Гофкапельмейстером, очолював Капелу курфюрстів Саксонії.

### Визнання
З моменту становлення його репутації як композитора таких популярних творів «Летючий голландець» і «Тангейзер», які були в романтичній традиції Вебера і Меєрбера, Вагнер перетворив продуману оперну концепцію витвору мистецтва (нім. Gesamtkunstwerk). Це дозволило досягти теоретичного поєднання усіх поетичних, візуальних, музичних та драматичних мистецтв, що було втілено в серії нарисів між 1849 і 1852 роками. Вагнер осмислив це поняття найбільш повно в першій половині монументального оперного циклу «Перстень Нібелунга». Однак Його думки про відносну важливість музики і драми з часом були змінені знову, і він повернув деякі традиційні оперні форми у своїх останніх декількох роботах, включаючи «Нюрнберзькі мейстерзінгери».
1849 року Вагнер брав участь у Дрезденському травневому повстанні й після його поразки переїхав до Цюриху, де він написав лібрето тетралогії «Перстень Нібелунгів», музику її перших двох частин («Золото Рейну» і «Валькірія») й оперу «Трістан та Ізольда».
Вагнер запровадив низку досягнень у царині музичної мови, зокрема екстремальну хроматику і швидку зміну тональних центрів, що значно вплинуло на розвиток європейської класичної музики. Його «Трістан та Ізольда» іноді називають «Символом початку сучасної музики». Крім музики, вплив Вагнера поширився на філософію, літературу, образотворче мистецтво і театр. Він заснував свій оперний театр «Театр у Байройті», в якому було втілено багато конструктивних особливостей. Саме тут «Перстень Нібелунгів» і «Парсіфаль» отримали свої прем'єри. Його великі праці з музики, драми і політики привернули увагу своїми оригінальними, часто крайньо позиційованими коментарями соціально-політичного та культурно-мистецького розвитку людства; в останні десятиліття літературні праці Вагнера були особливо позначені антисемітським змістом.
У 1858 році Вагнер на короткий час відвідав Венецію, Люцерн, Відень, Париж і Берлін.
У 1864 році Вагнер, добившись прихильності баварського короля Людвіга II, який оплачував його борги і підтримував його надалі, переїхав до Мюнхена, де написав комічну оперу «Нюрнберзькі мейстерзінгери» і дві останні частини «Персня Нібелунга»: «Зигфрід» і «Загибель богів». У 1872 році в Байройті відбулося закладання фундаментного каменя для Будинку фестивалів, який відкрився 1876 року, де й відбулася прем'єра тетралогії «Перстень Нібелунгів» 13–17 серпня 1876 року.

### Завершення кар'єри
1882 року в Байройті була поставлена опера-містерія «Парсіфаль». У тому ж році Вагнер, за станом здоров'я, виїхав до Венеції, де й помер 1883 року від серцевого нападу.

## Характеристика творчості
Значно більшою мірою, ніж усі європейські композитори XIX століття, Вагнер розглядав своє мистецтво як синтез і як спосіб вираження певної філософської концепції. Афористично її сутність була викладена композитором у статті «Художній твір майбутнього»:

| «Як чоловік до тих пір не звільниться, поки не прийме радісно узи, що сполучають його з Природою, так і мистецтво не стане вільним, поки у нього не зникнуть причини соромитися зв'язку з життям» |
З цієї концепції виникають дві засадничі ідеї: мистецтво має творитися спільнотою людей і належати цій спільноті; вища форма мистецтва — музична драма, що розуміється як органічна єдність слова і звуку. Втіленням першої ідеї став Байройт, де оперний театр вперше почав трактуватися як храм мистецтва, а не як розважальний заклад; втіленням другої ідеї — створена Вагнером нова оперна форма «музична драма». Саме її створення і стало метою творчого життя Вагнера.

### Особливості драматургії
Для втілення задуму музичної драми Вагнер відмовився від традицій поширених на той момент оперних форм — у першу чергу, італійських і французьких. Перші він критикував за надмірності, другі — за пишність. Вагнер гостро критикував сучасних йому оперних композиторів (Россіні, Меєрбер, Верді, Обер), називаючи їхню музику «зацукрованою нудьгою».
Намагаючись наблизити оперу до життя, він прийшов до ідеї наскрізного, безперервного розвитку музичної тканини. Вагнер повністю відмовився від таких форм, як арії, дуети, ансамблі з хорами, і замість них став використовувати великі наскрізні вокально-симфонічні сцени і драматичні монологи й діалоги. Увертюри Вагнер замінив прелюдіями — короткими музичними вступами до кожного акту, на змістовному рівні нерозривно пов'язані з дією. Причому, починаючи з опери «Лоенгрін», ці прелюдії виконувалися не до відкриття завіси, а вже при відкритій сцені.
Зовнішню дію в пізніх вагнерівських операх (особливо, в «Трістані та Ізольді») зведено до мінімуму, дія перенесена в психологічну сферу, в область почуттів персонажів. Вагнер вважав, що слово не здатне виразити всю глибину та сенс внутрішніх переживань, тому провідну роль у музичній драмі відіграє саме оркестр. Вокальна партія при цьому являє собою еквівалент театральної драматичної мови: вона речитативна, дуже ускладнена. Водночас їй не властива наспівність чи аріозність, вона не надає вокалісту можливості похизуватися своєю технікою чи індивідуальністю, натомість цілком підпорядковується оркестровій партії.
Роль оркестру в операх Вагнера подібна ролі античного хору, що коментує те, що відбувається на сцені. Оркестрова фактура у Вагнера дуже насичена, композитор використовував розширений склад симфонічного оркестру, зокрема він створив свій власний квартет туб, ввів басову тубу, контрабасовий тромбон, розширив струнну групу, використовував до шести арф, а в опері «Перстень Нібелунга» використав четверний склад духової групи з вісьмома валторнами.

### Лейтмотиви

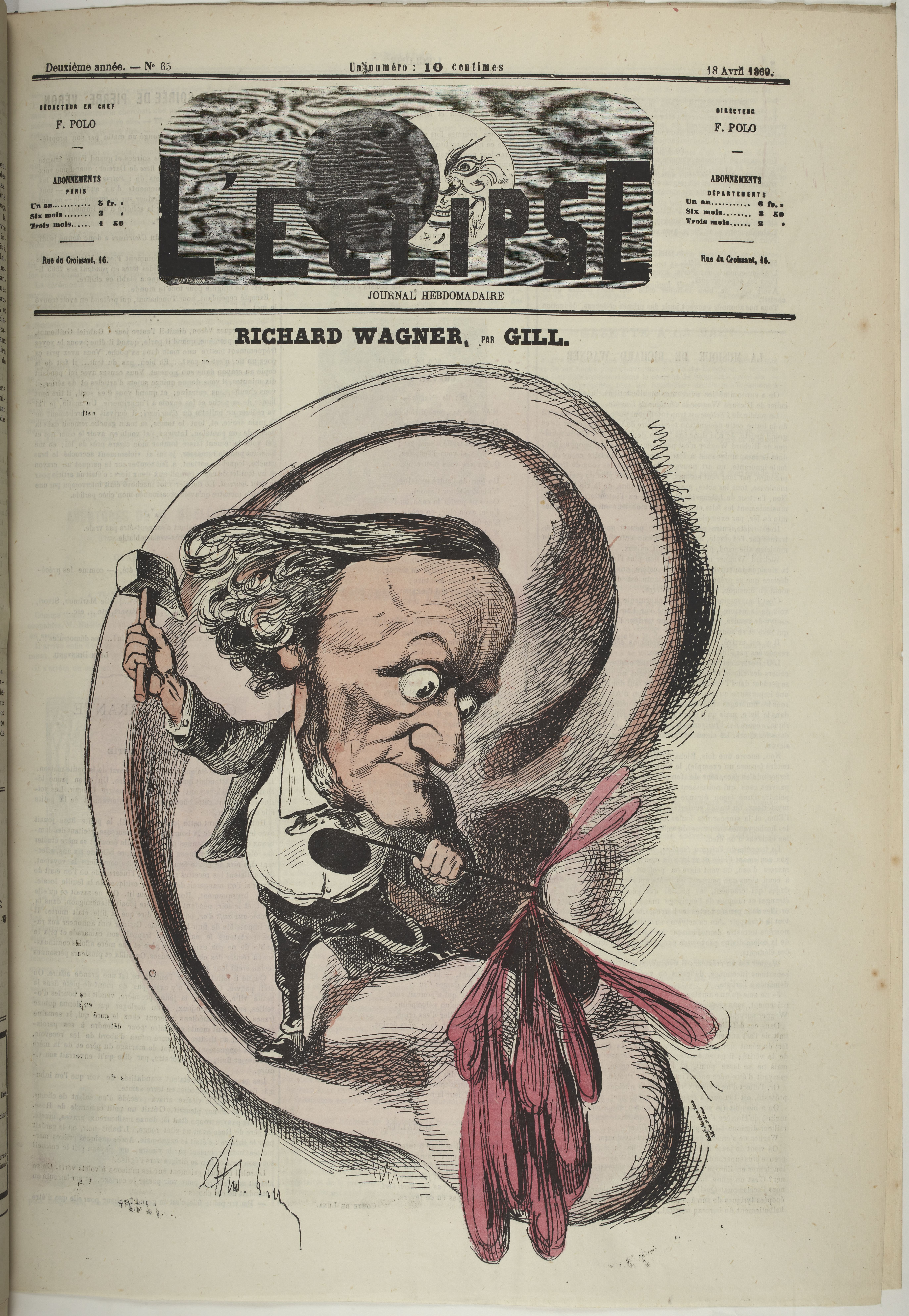
Французький карикатурист Андре Жиль вважав музику Вагнера оглушливою. Карикатура в журналі L'Eclipse, 1869 рік

Визначною формотворчою рисою опер Вагнера є складна система лейтмотивів. Кожен такий лейтмотив виступає як стисла музична характеристика чого-небудь: конкретного персонажа чи живої істоти (наприклад, лейтмотив Рейну в «Золоті Рейну»), предметів, які виступають часто як персонажі-символи (кільце, меч і золото в «Кільці», любовний напій у «Трістані та Ізольді»), місця дії (лейтмотиви Ґрааля в «Лоенгріні» та Вальгалли в «Золоті Рейну») і навіть абстрактної ідеї (численні лейтмотиви долі і року в циклі «Перстень Нібелунга», томління, любовного погляду в «Трістан та Ізольда»). Найповнішу розробку вагнерівська система лейтмотивів отримала в тетралогії «Перстень Нібелунга» — накопичуючись від опери до опери, переплітаючись один з одним, отримуючи кожного разу нові варіанти розвитку, всі лейтмотиви цього циклу в результаті об'єднуються і взаємодіють в складній і надзвичайно важкій для сприйняття музичній фактурі заключної опери «Загибель богів», де їх вже більше сотні.

### Вибір сюжетів
Важливе значення Вагнер віддавав вибору сюжетів. На думку композитора, опера повинна розкривати вічні проблеми, вічні ідеї життя. Сучасні побутові історії не годяться для постановок, оскільки вони минущі й актуальні тільки для того часу, в який написані. Звертаючись у пошуках матеріалу до стародавніх і середньовічних легенд, епосу та міфів, трактуючи їх у філософському ключі, Вагнер у своїх лібрето (а він їх завжди писав сам) використовував і розвивав поширений серед романтиків художній метод інтерпретації. Поетичний текст його опер являє самостійний смисловий пласт, не менш складний для сприйняття, ніж сама музична тканина.
Вагнеру належить кілька театральних інновацій, розроблених у театрі в Байройті. Це — затемнення аудиторії під час виступів, а також розміщення оркестру у ямі поза полем зору аудиторії. Постановки опер Вагнера в Байройті мали далекосяжні наслідки в практиці театру в цілому.

### Інші музичні твори
Окрім опер, Вагнер написав порівняно невелику кількість творів. Це одна симфонія (написана у 19-річному віці), Фауст-увертюра, декілька увертюр, хорів і п'єс для фортепіано. Найчастіше виконуваним із неоперних творів Вагнера є Ідилія Зигфріда, п'єса для камерного оркестру, написана на день народження другої жінки композитора — Козіми (яка була донькою Ліста). Порівняно відомими є також цикл пісень на слова М. Везендок (Wesendonck Lieder) для голосу й фортепіано. На замовлення міста Філадельфія Вагнер написав «Американський столітній марш», щоправда, диригент Теодор Томас, що ініціював це замовлення, був незадоволений роботою.

## Значення творчості
Пізній стиль Вагнера породив нові ідеї щодо гармонії, лейтмотивів і структури опери в цілому. Починаючи з опери Трістан і Ізольда, музика Вагнера втрачає тональний центр, відкриваючи шлях до атональності ХХ століття. Так званий «Тристан-акорд», що з'являється в третьому такті опери, музикознавці інколи вважають початком відліку епохи модерної музики.
Протягом життя і навіть після смерті, Вагнер надихав до фанатичної відданості. Серед композиторів, що відчули помітний вплив Вагнера — Антон Брукнер, Гуго Вольф, Сезар Франк, Ернест Шоссон і багато інших. Густав Малер казав: «Були лише Бетховен і Ріхард (Вагнер)  –  а після них — нікого». Революція в гармонічному мисленні, яку в ХХ столітті здійснили зокрема Клод Дебюссі та Арнольд Шенберг (тональний і атональний модернізм, відповідно), сягає своїм корінням у «Тристані» та «Парсіфалі». Італійський оперний веризм також багато в чому завдячує новаторству Вагнера в будові опери.
Вагнеру належить значний внесок в історію диригування. Його есе «Про диригування» (1869), розвиваючи більш ранню роботу Г. Берліоза, висуває ідею про те, що диригування передбачає перш за все інтерпретацію твору, а не лише механізм ритмічного узгодження гри музикантів. Свій підхід до диригування Ваґнер підкріплював власною практикою — його манера диригування була значно гнучкішою від дисциплінованого підходу Мендельсона; щоправда, інколи ця точка зору переходила у внесення правок до партитур авторів, що в сучасній практиці неприйнятно. Вільгельм Фуртвенглер відчував, що Вагнер і фон Бюлов, з їх підходом до інтерпретації, надихнули нове покоління диригентів (включно з ним самим).

## Архітектурні споруди

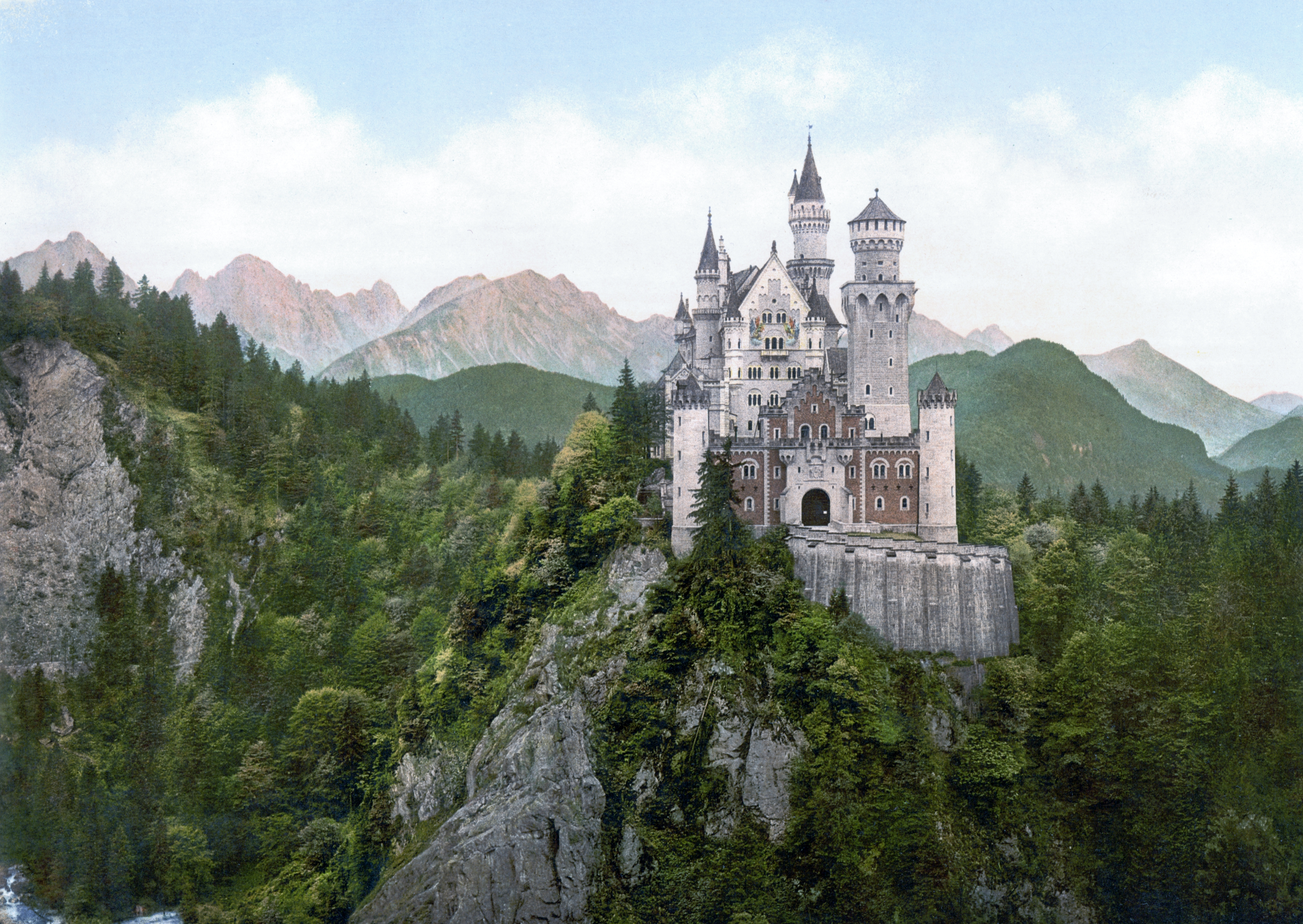
Замок Нойшванштайн

З іменем Вагнера пов'язані дві визначні архітектурні пам'ятки, спорудження обох було фінансовано королем Людвігом II Баварським.
Перша з них — це Театр у Байройті, відкритий 1876 року світовою прем'єрою тетралогії Р. Вагнера «Перстень Нібелунга». Особливістю театру є те, що оркестрова яма і диригент повністю приховані від публіки. У цьому театрі щорічно проводяться фестивалі опер Вагнера.
Другою спорудою є замок Нойшванштайн, зведений протягом 1869—1886 років. Цей замок відомий тим, що в інтер'єрах замку головну роль відіграють ілюстрації до опер Вагнера та старовинних німецьких легенд.

## Звинувачення в антисемітизмі та нацизмі

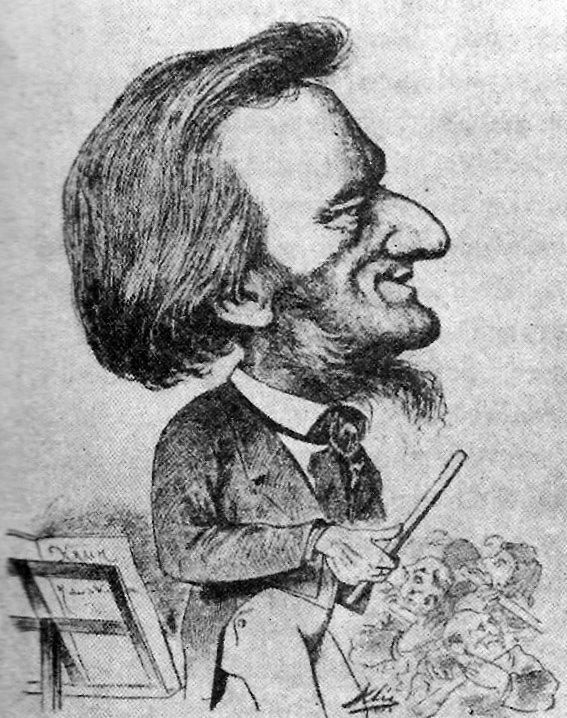
Карикатура на Вагнера у віденському сатиричному журналі Humoristische Blätter (1873). Перебільшені риси натякають на чутки про єврейське походження Вагнера

У 1850 році в Новому музичному журналі (нім. Neue Zeitschrift für Musik) Вагнер під псевдонімом «Вільнодумець» опублікував есе «Єврейство в музиці» (нім. Das Judenthum in der Musik). Назву спочатку перекладали як «Юдаїзм в музиці», пізніше, коли у 1869 році ім'я автора стало відомим, замість «юдаїзм» почали вживати «єврейство». У ній Вагнер піддав критиці єврейських музикантів і продекларував, що євреї паразитують на чужій культурі — «Євреї говорять мовою тієї нації, серед якої вони живуть, але говорять як іноземці» і як народ, що перебуває у вигнанні, в галуті, не здатні створювати свою культуру, в тому числі і народну, «етнічну» музику: «У євреїв, які не мали свого мистецтва, ніколи не було життя з художнім змістом. Ось чому, навіть для допитливого художника, виявилося можливим отримати з неї тільки форму для художніх творів».
Вагнер написав: 
| Наскільки чужі нам євреї, можна судити з того, що сама мова євреїв противна нам. Особливості семітської мови, особливе упертість її природи не стерлося навіть під впливом на неї двотисячолітнього культурного спілкування євреїв з європейськими народами. Саме звуковираження, чуже нам, різко вражає наш слух; також неприємно діє на нас незнайома конструкція оборотів, завдяки яким єврейська мова набуває характер невимовно переплутаної балаканини; цю обставину перш за все слід взяти до уваги, тому що вона, як нижче буде показано, роз'яснює те враження, яке справляють на нас новітні музичні єврейські твори... |

## Список творів

### Опери
Музичні драми Вагнера прийнято класифікувати за трьома періодами:
Ранній період
- (1832) Весілля (нім. Die Hochzeit) (незавершена)
- (1833) Феї (нім. Die Feen)
- (1836) Заборона кохання (нім. Das Liebesverbot)
- (1837) Ріенці, останній з трибунів (нім. Rienzi, der Letzte der Tribunen)

Середній період
- (1843) Летючий голландець (нім. Der fliegende Holländer)
- (1845) Тангейзер (нім. Tannhäuser)
- (1848) Лоенгрін (нім. Lohengrin)

Пізній період
- (1859) Трістан та Ізольда (нім. Tristan und Isolde)
- (1867) Нюрнберзькі мейстерзінгери (нім. Die Meistersinger von Nürnberg)
- Перстень Нібелунга (нім. Der Ring des Nibelungen) до складу ввійшли:
  - (1854) Золото Рейну (нім. Das Rheingold)
  - (1856) Валькірія (нім. Die Walküre)
  - (1871) Зигфрід (нім. Siegfried), первинна назва Молодий Зігфрід (нім. Jung-Siegfried)
  - (1874) Смерть богів (нім. Götterdämmerung), первинна назва Смерть Зіґфріда (нім. Siegfrieds Tod)
- (1882) Парсіфаль (нім. Parsifal)

### Симфонічні твори
- Симфонія C-Dur
- Симфонія E-Dur (незакінчена)
- «Ідилія Зигфріда» для малого оркестру (нім. Siegfried Idyll, 1870)
- Увертюра до трагедії Раупаха «Король Енціо» (нім. König Enzio-Ouvertüre, 1832)
- Увертюра «Христофор Колумб» (нім. Columbus-Ouvertüre, 1835)
- Увертюра «Польща» (нім. Polonia, 1836)
- «Керуй, Британіє» (нім. Rule Britannia, 1837)
- Увертюра «Фауст» (нім. Eine Faust-Ouvertüre, 1844)
- «Марш на пошану Людвіга ІІ Баварського» (Huldigungsmarsch für Ludwig II. von Bayern, Es-Dur, 1864)
- «Кайзер-марш (Kaisermarsch, B-Dur (1871)
- «Великий урочистий марш» (Großer Festmarsch, G-Dur, 1876) — марш, написаний до 100-річчя США. Інакше званий Centennial March.
- «Приїзд до чорних лебедів. Альбомний аркуш у ля-бемоль мажорі для фортепіано» Ankunft bei den schwarzen Schwänen — Albumblatt in As-Dur für Klavier (1861)
- «Аркуш в альбом фрау Бетті Шотт для фортепіано» (нім. Albumblatt für Frau Betty Schott für Klavier (1875)

### Вокальні твори
- 3 романси на французькі тексти: «Спи, моє дитя», «Малютка» («Роза»), «Чекання» (1840)
- «Два гренадери» (1840)
- «Урочиста пісня» для чоловічого хору (1843)
- «Трапеза апостолів» (нім. Das Liebesmahl der Apostel), біблійні сцени для чоловічого голосу і оркестру (1843)
- «Привітання королю» для чоловічого хору а капела (1844)
- 5 віршів М, Везендок для жіночого голосу з фортепіано: «Ангел», «Мрії», «Печаль», «! Стій», «В теплиці» (1857—1858)

### Фортепіанні твори
- Соната B-dur (1831)
- Полонез в 4 руки (1831)
- Фантазія fis-moll (1831)
- Соната A-dur (1832)
- Соната в альбом М. Везендок (1853)
- Züricher Vielliebchen-Walzer для фортепіано, Es-Dur (1854)
- «Аркуш з альбому» C-dur (1861)
- «Аркуш з альбому» Es-dur (1875)

### Літературні твори
- «Паломництво до Бетховена» (нім. Eine Pilgerfahrt zu Beethoven, 1840)
- «Мистецтво і революція» (нім. Die Kunst und die Revolution, 1849)
- «Художній твір майбутнього» (нім. Das Kunstwerk der Zukunft, 1850)
- «Єврейство в музиці» (нім. Das Judenthum in der Musik, 1850)
- «Опера і драма» (нім. Oper und Drama, 1850—1851)
- «Звернення до друзів» (нім. Eine Mitteilung an meine Freunde, 1851)
- «Про симфонічні поеми Ференца Ліста» (нім. Über Franz Liszts symphonische Dichtungen, 1857)
- «Про державу і релігію» (нім. Über Staat und Religion, 1864)
- «Про диригування» (нім. Über das Dirigieren, 1869)[22]
- «Бетховен» (нім. Beethoven, 1870)
- «Моє життя» (нім. Mein Leben, 1865—1870)

## Цікаві факти
- Музику Вагнера любили два запеклі ідеологічні противники: Адольф Гітлер і Томас Манн.
- 3992 Вагнер — астероїд, який назвали на честь композитора.
- Ватажок ПВК «Вагнер» Дмитро Уткін взяв собі позивний на честь Ріхарда Вагнера[23].